# Saebert dell'Essex
Seberto, Saebert, Sebert o Sabert (... – 616 circa) è stato un sovrano anglosassone, appartenuto alla dinastia degli Essex e che regnò da circa il 604 al 616.

## Biografia
Egli era nipote del re Ethelbert del Kent e venne convertito al Cristianesimo nel 604. Fu battezzato da Mellito, vescovo di Londra, ma suo figlio, rimasto pagano, dopo la sua morte cacciò Mellito da Londra.
Egli era figlio di Sledda. Secondo la tradizione venne sepolto nell'Abbazia di Westminster, che si suppone sia stata da lui fondata. Una tomba dice che lui, assieme a sua moglie Ethelgoda, riposi in una tomba sita nel South Quire. In ogni caso in funzione delle date dei manufatti, la tomba trovata a Prittlewell nell'autunno del 2003, potrebbe essere quella di Saebert. Diversi segni di croce, forse originariamente cuciti nel suo sudario, indicherebbero che le spoglie appartenevano ad un convertito al cattolicesimo, ma suppellettili di vetro e di rame portano a pensare che si tratti di un pagano.